# Osoriella domingos
Espèce
Osoriella domingos est une espèce d'araignées aranéomorphes de la famille des Anyphaenidae.

## Distribution
Cette espèce est endémique du Brésil. Elle se rencontre dans les États du Pernambouc, de Bahia, du Minas Gerais, d'Espírito Santo, de Rio de Janeiro, de São Paulo, de Santa Catarina et du Rio Grande do Sul.

## Description
Le mâle holotype mesure 6,30 mm et la femelle paratype 8,00 mm, les mâles mesurent de 4,60 à 6,30 mm et les femelles de 5,00 à 8,00 mm.

## Étymologie
Son nom d'espèce lui a été donné en référence au lieu de sa découverte, le Morro de São Domingos.

## Publication originale
- Brescovit, 1998 : Sobre o gênero Osoriella: Descrição de duas espécies novas e da fêmea de O. rubella (Araneae, Anyphaenidae, Anyphaeninae). Iheringia, Série Zoologia, vol. 84, p. 109-120 (texte intégral).